# Oleh Nemtchinov

Oleh Nemtchinov (ukrainien :  Олег Миколайович Немчінов), né le 1er mai 1977 à Lviv, est un homme politique, militaire et fonctionnaire ukrainien. Ministre du Gouvernement Chmyhal.

## Biographie
Il fit ses études à l'Université de Lviv.
De 2014 à 2017 il était intégré au sein du Service national des gardes-frontières d'Ukraine et en 2016 il a participé à une opération anti-terroriste dans la région de Donetsk il a ensuite prit la direction civilo-militaire du district de Volonova.
Il est secrétaire général du gouvernement Chmyhal depuis mars 2020.